# Vii (povestire)
„Vii” (în rusă Вий) este o povestire fantastică de groază a scriitorului Nikolai Gogol. A fost publicată pentru prima dată în volumul 1 al colecției sale de povestiri intitulată Mirgorod (1835).
Pe baza legendei ucrainene a lui Vii, Nikolai Vasilievici Gogol a creat această povestire. Gogol a afirmat că acest personaj al demonologiei ucrainene este marea creație a imaginației populare. În nota autorului, Gogol precizează că „Vii” este o creație extraordinară a poporului. Aici îi întâlnim pe malorosieni, creaturi supranaturale din neamul gnomilor, ale căror pleoape ajung până la pământ.
Cuvântul „Vii” nu a apărut  în dicționarele ucrainene până la apariția povestirii omonime a lui Nikolai Gogol.
Potrivit Elenei Levkievskaia, în folclorul slav nu există un personaj cu toate trăsăturile inerente Vii-ului din povestirea lui Gogol (există însă personaje cu trăsături similare separate), prin urmare, imaginea lui Vii poate fi considerată a fi adunată de la diferite personaje mitologice de către Gogol.
În opera lui Gogol, Vii este ghemuit, nu ucide cu ochii, ci îndepărtează efectul amuletelor spiritelor rele atunci când le privește, el este un ghid și nu criminalul însuși. Personajul principal al povestirii, Homa (Хома), moare nu din pricina ochilor lui Vii, ci din cauza propriei sale frici.
Vii (Chron Monadovici) apare episodic și în cartea lui Arkadi și Boris Strugațki, Lunea începe sâmbăta (în rusă Понедельник начинается в субботу).

## Ecranizări
Prima ecranizare a fost în 1909, acesta este primul film de groază rus.
În 1967, a fost produsă de Mosfilm o adaptare fidelă sovietică de Gheorghi Kropaciov, Konstantin Erșov și Aleksandr Ptușko și a fost primul film de groază din epoca sovietică care a fost lansat oficial în URSS.
În 1990, sârbul Djordje Kadijevic a regizat Sveto mesto pe baza acestei povestiri.
O animație de scurtmetraj a fost regizată în 1996  de Leonid Zarubin, Alla Grachyova.
Alte ecranizări Manyeoui kwan (2008, sud-coreean), Viy 3D (2014, regia Oleg Stepchenko, urmat în 2019 de Misterul sigiliului dragonului), Gogol. Viy (2018, regia Egor Baranov).
Filme vag bazate pe această povestire: Duminica neagră (1960, regia Mario Bava)  sau Peștii ucigași (Piranha , 1978, regia Joe Dante).